# Océan Airways
Océan Airways était une compagnie aérienne française basée sur l'Aéroport de Nantes dans le département de Loire-Atlantique prévue pour effectuer des vols réguliers aux départs de Nantes vers les Etats-Unis, Le Sénégal et La Réunion.

## Histoire

### Océan Airways
C’est pour répondre à l’attente des passagers de la région Grand Ouest qui souhaitent une meilleure desserte vers l’Europe et le Monde au départ de leur région que deux Baulois, Franck Chatellier et Stéphanie Jaud ont créé le 15 juillet 2003 la compagnie aérienne régulière Océan Airways.
Pour commencer dans ses opérations prévues au départ de Nantes le 30 janvier 2004 vers les États-Unis, le Sénégal et La Réunion, la compagnie envisage de se doter de deux appareils long courriers (Airbus A340) et d’un appareil moyen courrier (Airbus A320) avec l’intention de recruter entre autres, parmi le personnel cloué au sol de la défunte Air Lib. Un effectif de 230 personnes est prévu en juillet 2004 dont 55 au sol.
Le capital de la société doit passer de 100 000 euros à 11 millions d'euros notamment avec l'aide d'investisseurs comme des propriétaires de magasins Leclerc.
Franck Chatellier, le président de la compagnie est l'ancien directeur général de la compagnie Eagle Aviation qui était basée à Saint-Nazaire. Il a participé au lancement des vols directs d’Air Togo au départ de France.
Stéphanie Jaud, directrice générale de la compagnie est la fille d'André Jaud, propriétaire de centres Leclerc dont celui de Laval. Il est classé en 2002 parmi les 500 premières fortunes de France par le magazine Challenges. André Jaud possède déjà un avion Pilatus (2003) et est actionnaire d'Eagle Aviation.
Océan Airways veut lancer des vols vers New York, Dakar et la Réunion mais également Oran, Alger, Montréal, Cancun et Varadero depuis Nantes et Toulouse.
La commercialisation des billets a débuté le 10 novembre 2003 pour New York (3 vols hebdomadaires), Montréal sera lancée le 12 février (2 vols par semaine) et le vol hebdomadaire vers la Réunion le 28 février.
C'est le 4 décembre 2003 à l’aéroport de Nantes-Atlantique qu'a été présenté officiellement la compagnie Océan Airways aux agences de voyages du Grand Ouest venues nombreuses.
Après avoir été placée en redressement judiciaire le 15 décembre 2004, la compagnie aérienne Océan Airways a été placée en liquidation judiciaire le 05 janvier 2005 faute de capitaux. Les 16 salariés ont été licenciés.

### Océan Aviation

Logotype de Océan Aviation

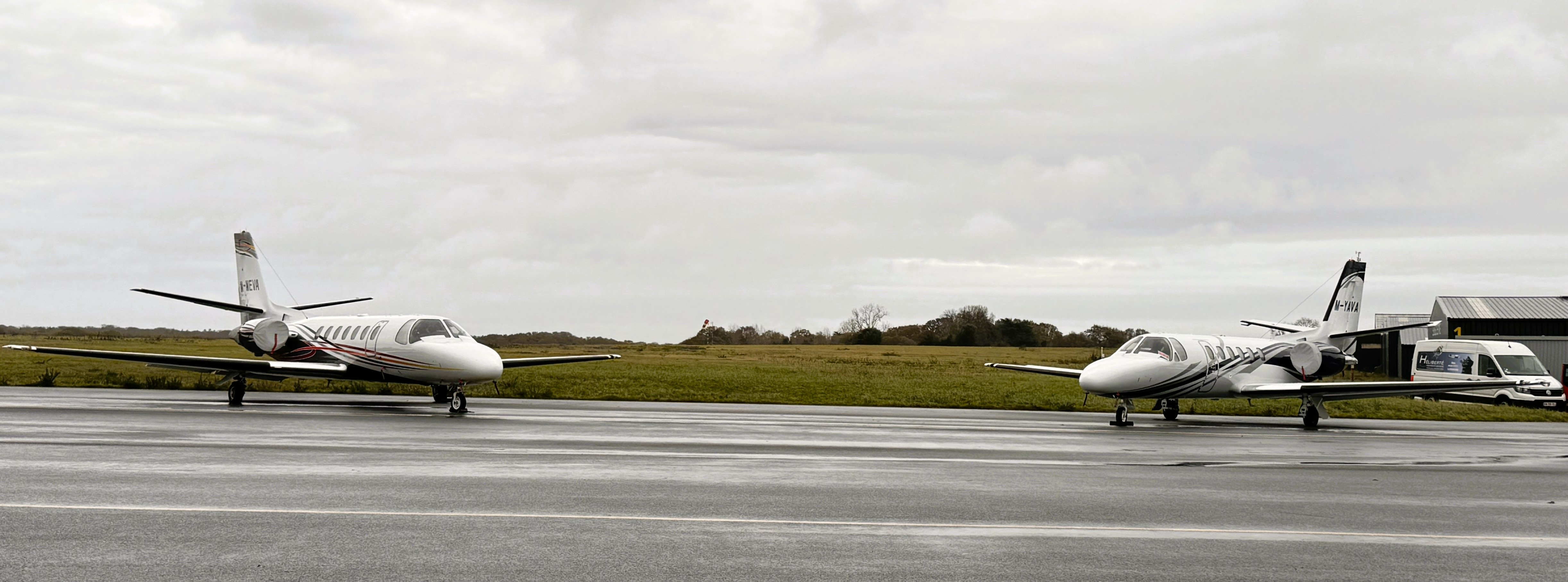
Cessna CitationJet de la compagnie Océan Aviation (M-MEVA et M-YAVA) sur l'aérodrome de la Baule un jour de pluie en novembre 2023

Depuis 2007, Franck Chatellier s'est lancé dans le commerce et le courtage d'avions ou hélicoptères. Cette société s'appelle Océan Aviation et est basée dans un ensemble de coworking à Dublin en Irlande,.
Franck Chatellier est resté dans son domaine car il propose la vente d'avions ou hélicoptères (de l'Airbus au Beechcraft ou au plus petit Cessna) dans le monde entier mais également la livraison, l'enregistrement et la formation des équipages.
En 2020, Franck Chatellier s'est également lancé dans l'aviation d'affaires en créant la compagnie aérienne Océan Aviation qu'il a basé sur l'aéroport de La Baule-Escoublac.
Il s'agit de la reprise de la société d'aviation Océan Jet Club créée en 2016 à Lamballe dans les Côtes-d'Armor par plusieurs entrepreneurs permettant de se partager l'utilisation d'un aéronef. Cette société existe toujours et appartient à Océan Aviation.
Océan Aviation dispose de deux avions Cessna Citation et un hangar de plus de 1 000m² sur l'aérodrome. Franck Chatellier est également commandant de bord dans sa société.
Le premier Cessna Citation est immatriculée dans l'Ile de Man "M-YAVA". Il s'agit d'un 550 Citation Bravo. Le deuxième est également immatriculé dans l'Ile de Man "M-MEVA". Il s'agit d'un Citation 560 Ultra,,.